# Frank Wykoff
Frank Clifford Wykoff (Des Moines, 29 oktober 1909 - Altadena, 1 januari 1980) was een Amerikaans atleet, die zich had toegelegd op de sprint. Hij nam driemaal deel aan de Olympische Spelen en veroverde bij die gelegenheden als lid van het Amerikaanse team op de 4 × 100 m estafette in totaal drie gouden medailles. In alle drie de gevallen gebeurde dat in wereldrecordtijd.

## Biografie

### Eerste keer olympisch goud
Het is de droom van elke jonge sprinter om ooit op de Olympische Spelen de gouden medaille te veroveren op de 100 en/of de 200 m. Dat lukte Wykoff niet, want hij werd op de Spelen van 1928 en 1936 tweemaal vierde. Toch maakte de Amerikaanse sprinter zichzelf onsterfelijk door op drie achtereenvolgende Spelen goud te veroveren op de 4 × 100 m estafette en dat in alle drie de gevallen te doen in wereldrecordtijd. Dat had nog niemand voor hem gepresteerd. Dat hij voorafgaand aan de Spelen van 1928 nog als High school-leerling de 100 m op de Olympic trials had gewonnen en hiermee dus Amerikaans kampioen was geworden, was ook nog nooit eerder voorgekomen.
Op de Spelen in Amsterdam behaalde Wykoff dus zijn eerste gouden plak. Dat deed hij samen met James Quinn, Charles Borah en Henry Russell in 41,0 s, een evenaring van het wereldrecord dat vier jaar eerder door een ander Amerikaans team op de Spelen van Parijs was gevestigd en sindsdien al enkele malen eerder was geëvenaard.

### Andere wereldrecords
In 1929, het jaar na de Spelen van Amsterdam, liet Wykoff zich als student inschrijven bij het Glendale Community College om op die manier nog een jaar langer te kunnen trainen bij zijn coach op de Glendale High school, Normal Hayhurst. Eind dat jaar liep hij een serieuze keelinfectie op, waaraan hij bijna bezweek. Hij herstelde echter voorspoedig en na zich te hebben laten inschrijven op de University of Southern California, werd hij in 1930 NCAA-kampioen op de 100 yd. Eerder had hij in mei op deze afstand het wereldrecord verbeterd tot 9,4 s, een prestatie die hij een maand later herhaalde. In 1931 prolongeerde hij zijn NCAA-titel op de 100 yd en leidde hij de estafetteploeg van zijn universiteit naar de wereldrecordtijd van 40,8.

### Tweede keer olympisch goud
In 1932 slaagde Wykoff er niet in om zich voor de Spelen van 1932 te kwalificeren voor de individuele 100 m, maar hij werd wel uitgezonden als lid van de Amerikaanse 4 × 100 m estafetteploeg en die uitzending maakte hij helemaal waar. Want, net als vier jaar eerder, wonnen de Amerikanen dit onderdeel, ditmaal in de samenstelling Robert Kiesel, Emmett Toppino, Hector Dyer en Frank Wykoff, in de tijd van 40,0, een verbetering van het nog geen twee maanden oude wereldrecord van 40,6  van een Duits team met 0,6 seconden.

### Derde keer olympisch goud
In 1936 lukte het Wykoff weer wel om zich, naast zijn rol als lid van het Amerikaanse team op de 4 × 100 m estafette, ook op de individuele 100 m te kwalificeren voor de Spelen van 1936. Op de 100 m eindigde hij opnieuw net naast het podium, maar op de 4 × 100 m estafette wist een Amerikaans viertal voor de vijfde achtereenvolgende maal het goud voor zich op te eisen. Voor Wykoff was het echter de derde achtereenvolgende keer. Het wereldrecord van 39,8 waarmee Jesse Owens, Ralph Metcalfe, Foy Draper en Frank Wykoff olympisch kampioen werden, zou dit keer echter twintig jaar overeind blijven.

### Privé
Na het behalen van zijn masters degree in 1936 werd Wykoff leraar en administrateur bij de Los Angeles County school en werkte daar tot zijn pensionering in 1972. Hij overleed op 70-jarige leeftijd.

## Titels
- Olympisch kampioen 4 × 100 m estafette - 1928, 1932, 1936
- Amerikaans kampioen 100 yd - 1931
- Amerikaans kampioen 100 m - 1928
- NCAA-kampioen 100 yd - 1930, 1931

## Persoonlijke records
| Onderdeel | Prestatie     | Datum       | Plaats      |
| --------- | ------------- | ----------- | ----------- |
| 100 yd    | 9,4 s (ex-WR) | 10 mei 1930 | Los Angeles |
| 100 m     | 10,4 s        | 1932        |             |
| 200 m     | 20,8 s        | 1931        |             |

## Palmares

### 100 yd
- 1931:  Amerikaanse kamp. – 9,5 s

### 100 m
- 1928:  Amerikaanse kamp. – 10,6 s
- 1928: 4e OS – 11,0 s (in ½ fin. 10,7 s)
- 1928: 4e OS – 10,6 s (in ½ fin. 10,5 s)

### 4 × 100 m
- 1928:  OS – 41,0 s (WR)
- 1932:  OS – 40,0 s (WR)
- 1936:  OS – 39,8 s (WR)

1912: Jacobs, Macintosh, d'Arcy, Applegarth ·
1920: Paddock, Scholz, Murchison, Kirksey ·
1924: Clarke, Hussey, Leconey, Murchison ·
1928: Wykoff, Quinn, Borah, Russell ·
1932: Kiesel, Toppino, Dyer, Wykoff ·
1936: Owens, Metcalfe, Draper, Wykoff ·
1948: Ewell, Wright, Dillard, Patton ·
1952: Smith, Dillard, Remigino, Stanfield ·
1956: Murchison, King, Baker, Morrow ·
1960: Cullmann, Hary, Mahlendorf, Lauer ·
1964: Drayton, Ashworth, Stebbins, Hayes ·
1968: Greene, Pender, Smith, Hines ·
1972: Black, Taylor, Tinker, Hart ·
1976: Glance, Jones, Hampton, Riddick ·
1980: Moeravjov, Sidorov, Prokofjev, Aksinin ·
1984: Graddy, Brown, Smith, Lewis ·
1988: Bryzgin, Krylov, Moeravjov, Savin ·
1992: Marsh, Burrell, Mitchell, Lewis ·
1996: Esmie, Gilbert, Surin, Bailey ·
2000: Drummond, Williams, Lewis, Greene ·
2004: Gardener, Campbell, Devonish, Lewis-Francis ·
2008: Bledman, Burns, Callender, Thompson ·
2012: Carter, Frater, Blake, Bolt ·
2016: Powell, Blake, Ashmeade, Bolt ·
2020: Desalu, Jacobs, Patta, Tortu ·
2024: Brown, Blake, Rodney, De Grasse